# Petit Torneo 2019 (Primera B) - Liga Chacarera
El Petit Torneo de Primera B, organizado por la Liga Chacarera de Fútbol, fue un torneo en el que participaron los 4 mejores equipos ubicados en la Tabla Conjunta Anual. Se desarrolló por el sistema de eliminación directa, con partidos de ida y vuelta. El Campeón ascendió a la Primera División 2020.

## Formato
- Los cruces se definieron mediante sorteo.[1]
- Participan 4 equipos
- Las Semifinales se disputan por el sistema de eliminación directa, con ida y vuelta.
- Si hay empate en el global, se define mediante los penales.
- Los ganadores de semifinales avanzan a la Final.
- La Final se define a un solo partido, en el caso de igualar en los 90 minutos de juegos, se define mediante los penales.
- El ganador de la Final se consagrará campeón y obtendrá la el segundo ascenso a la Primera División 2020.

## Equipos participantes
| # | Equipo                                         | Ciudad        | Clasificado como |
| - | ---------------------------------------------- | ------------- | ---------------- |
| 1 | Club Social, Cultural y Deportivo El Auténtico | Catamarca     | 2° Torneo Anual  |
| 2 | Club Sportivo Villa Dolores                    | Villa Dolores | 3° Torneo Anual  |
| 3 | Club Social, Cultural y Deportivo La Estación  | Miraflores    | 4° Torneo Anual  |
| 4 | Club Deportivo Sumalao                         | Sumalao       | 5° Torneo Anual  |

## Competición

### Cuadro de desarrollo
|  | Semifinales       | Semifinales       | Semifinales  | Semifinales | Semifinales |   |                 | Final           | Final | Final | Final | Final |
|  |                   |                   |              |             |             |   |                 |                 |       |       |       |       |
|  | La Estación (M)   | La Estación (M)   | 1            | 4           | 5           |   |                 |                 |       |       |       |       |
|  | Deportivo Sumalao | Deportivo Sumalao | 1            | 2           | 3           |   |                 |                 |       |       |       |       |
|  |                   |                   |              |             |             |   | La Estación (M) | La Estación (M) | -     | -     | 0     |       |
|  |                   | El Auténtico      | El Auténtico | -           | -           | 1 |                 |                 |       |       |       |       |
|  | El Auténtico      | El Auténtico      | 1            | 2           | 3           |   |                 |                 |       |       |       |       |
|  | Villa Dolores     | Villa Dolores     | 2            | 0           | 2           |   |                 |                 |       |       |       |       |

### Semifinales
| 22 de noviembre, 17:00 | Deportivo Sumalao                     | 1 - 1   | La Estación         | Primo Antonio Prevedello, San Isidro |                             |
|                        | Julio Prida 47' · Gustavo Reinoso 87' | Reporte | 88' Marcelo Bernedé | Árbitro(s): Exequiel Agüero          | Árbitro(s): Exequiel Agüero |

| 30 de noviembre, 16:30 | La Estación                                                  | 4 - 2   | Deportivo Sumalao                     | Primo Antonio Prevedello, San Isidro |                           |
|                        | Marcelo Bernedé 28' · Martín Paz 46' · Gastón Medina 56' 85' | Reporte | 37' Julio Prida · 77' Simón Rodríguez | Árbitro(s): Daniel Silcán            | Árbitro(s): Daniel Silcán |

| 24 de noviembre, 17:00 | Villa Dolores                        | 2 - 1   | El Auténtico           | Primo Antonio Prevedello, San Isidro |                             |
|                        | Enrique Moreira 17' · Diego Tula 67' | Reporte | 50' Gastón Barrionuevo | Árbitro(s): Exequiel Agüero          | Árbitro(s): Exequiel Agüero |

| 1 de diciembre, 16:30 | El Auténtico                                                   | 2 - 0   | Villa Dolores         | Primo Antonio Prevedello, San Isidro |                          |
|                       | Marcos Mangolla 37' · Maximiliano Castro 70' · Ángel Reyes 89' | Reporte | 89' Maximiliano Ojeda | Árbitro(s): Jesús Aldeco             | Árbitro(s): Jesús Aldeco |

### Final
| 14 de diciembre, 17:30 | La Estación | 0 - 1   | El Auténtico                   | Primo Antonio Prevedello, San Isidro |                             |
|                        |             | Reporte | 72' 90+3' Claudio Rojas Ibáñez | Árbitro(s): Exequiel Agüero          | Árbitro(s): Exequiel Agüero |

|                                                |
| Club Social, Cultural y Deportivo El Auténtico |
| Campeón Petit Torneo 2019 (Primera B)          |

## Estadísticas

### Goleadores
| Jugador              | Equipo            | Goles |
| -------------------- | ----------------- | ----- |
| Gastón Medina        | La Estación       | 2     |
| Julio Prida          | Deportivo Sumalao | 2     |
| Marcelo Bernedé      | La Estación       | 2     |
| Claudio Rojas Ibáñez | El Auténtico      | 1     |
| Diego Tula           | Villa Dolores     | 1     |
| Enrique Moreira      | Villa Dolores     | 1     |
| Gastón Barrionuevo   | El Auténtico      | 1     |
| Marcos Mangolla      | El Auténtico      | 1     |
| Martín Paz           | La Estación       | 1     |
| Maximiliano Castro   | El Auténtico      | 1     |
| Simón Rodríguez      | Deportivo Sumalao | 1     |